# Historic Filipinotown
Historic Filipinotown è un quartiere a Northwest di Los Angeles che costituisce la parte a sud ovest di Echo Park.
Il distretto, creato da un emendamento proposto dall'assessore Eric Garcetti il 2 agosto del 2002, è delimitato dalla Hoover Street ad ovest, da Glendale Boulevard ad est, dalla Temple Street a nord e dalla Beverly Boulevard sul lato sud. Nelle immediate vicinanze si trova la U.S. Route 101.

## Storia
Nonostante la presenza di altre enclave di filippini che vivono fuori da questo distretto (come Artesia, Cerritos, West Covina ed Eagle Rock) il quartiere fu chiamato "Historic Filipinotown" perché fu una delle prime aree dove la comunità filippina si insediò durante la prima parte del XX secolo. L'area è inoltre centro di organizzazioni e di chiese filippine.
Molte famiglie di Filippino-americani iniziarono ad acquistare case e ad aprire attività in quest'area a partire dagli anni quaranta del XX secolo. 
Oggi il quartiere è invece abitato in prevalenza da Messicano-statunitensi e da persone provenienti dall'America centrale. Dei 400 000 filippino-americani residenti a Los Angeles solo 10 000 vivono a Historic Filipinotown.